# 터커 (영화)
터커(Tucker: The Man And His Dream)는 미국에서 제작된 프란시스 포드 코폴라 감독의 1988년 드라마 영화이다. 제프 브리지스 등이 주연으로 출연하였고 프레드 루스 등이 제작에 참여하였다.

## 출연

### 주연
- 제프 브리지스

### 조연
- 조안 알렌
- 마틴 랜도

## 제작진
- 음향: 랜디 돔
- 미술: 딘 타불라리스
- 의상: 밀레나 카노네로